# Оклоп светлости
Оклоп светлости (енгл. The Armour of Light) је историјски роман британског писца Кена Фолета, први пут објављен 2023. године. Представља пету књигу у Кингсбриџ серијалу и наставак романа Темељи вечности.
Оклоп светлости се одвија у периоду од 1792. до 1824. године у измишљеном енглеском граду Кингсбриџу. Историјски догађаји тог доба који се спомињу и причи укључују Индустријску револуцију, Француску револуцију и Наполеонове ратове. Индустријализација производње текстила има кључну улогу у покретању приче. Фолет се бави темама које су честе у његовим романима, као што су класни сукоб између радничке класе и корумпиране властеле, злоупотреба моћи и забрањена љубав.
Књигу је у Србији објавила издавачка кућа Космос 2024. године, у преводу Данка Јешића.

## Радња
Радња романа смештена је у Велику Британију у периоду од 1792. до 1824. године, а почиње у селу Бедфорд, близу измишљеног града Кингсбриџа. Бедфордом владају властелин Ридик и његова два најстарија сина. То је рурално друштво у коме је главна јунакиња, Сал Клидероу, домаћица и предиља за другог главног јунака, Ејмоса Бароуфилда, који организује и откупљује производњу. Након неколико тешких ситуација, Сал и њен син Кристофер (Кит) приморани су да напусте Бедфорд и оду у Кингсбриџ, где она почиње да ради на механичкој предионици за Ејмоса.
Роман затим прати Сал и Ејмоса кроз њихове професионалне каријере, љубавни и породични живот, ангажман у грађанским организацијама и раду владе, у позадини Наполеонових ратова у континенталној Европи, модернизације индустрије, цркве и тржишта рада, са кулминацијом око битке код Ватерлоа, и завршетком у периоду од десет година након Наполеоновог пораза.

## Ликови

### Главни
- Сал Клидероу — домаћица и предиља Ејмоса Бароуфилда; методисткиња.
- Ејмос Бароуфилд — организатор производње у породичном текстилном послу, методиста и учитељ у недељној школи.
- Кристофер „Кит” Клидероу — Салин син, који заједно са њом ради у предионици.
- Роџер Ридик — најмлађи син властелина Ридика; студент са Оксфорда, проналазач и коцкар.
- Арабела Латимер — супруга бискупа Стивена и Елсина мајка.
- Елси Латимер — ћерка бискупа Стивена и Арабеле; учитељица у недељној школи.
- Џејн Мидвинтер — амбициозна ћерка каноника Мидвинтера.
- Дејвид „Лопата” Шовелер — ткач, члан Сократовског друштва, методиста и вођа звонара у катедрали Кингсбриџа.
- Џозеф Хорнбим — успешни трговац тканинама, градски одборник и мировни судија; главни антагониста романа.

### Споредни
- Вил Ридик — најстарији син властелина Ридика; официр у милицији Ширинга.
- Џоуни — радница у предионици и Салина пријатељица.
- Су — Џоунина ћерка.
- Стивен Латимер — бискуп Кингсбриџа.
- Кенелм Макинтош — бискупов помоћник, који касније проси Елси.
- Чарлс Мидвинтер — каноник; вођа методиста у Кингсбриџу.
- Кејт Шовелер — Лопатина сестра; кројачица.
- Ребека „Бека” Лидл — Кејтина сарадница и (потајно) љубавница.
- Фреди Кејнс — Лопатин шурак; војник.
- Хауард Хорнбим — син Џозефа Хорнбима.
- Дебора Хорнбим — ћерка Џозефа Хорнбима.
- Џозеф „Џо” Хорнбим — Хауардов син и Џозефов унук.
- Артур Велсли, војвода од Велингтона — британски војсковођа током Наполеонових ратова.
- Хари Клидероу — Салин муж, радник на имању породице Ридик.
- Ајк Клидероу — Харијев стриц, такође радник на имању породице Ридик.
- Властелин Ридик — велепоседник и мировни судија.
- Џорџ Ридик — други син властелина Ридика; свештеник.
- Обадаја Бароуфилд — Ејмосов отац; трговац тканином.
- Госпођа Бароуфилд — Обадајина супруга и Ејмосова мајка.
- Господин Платс — батлер у вили Ридикових.
- Госпођа Џексон — куварица у вили Ридикових.
- Фани „Фан” — слушкиња у вили Ридикових.